# 近代語
近代語（きんだいご）または近代日本語（きんだいにほんご）とは、日本語の一種である。狭義には西洋の制度や学術、思想・文化を吸収した明治維新を中心に、江戸後期・幕末から明治初中期の言葉を指すが、広義には室町時代以降の日本語を指す。

## 概要
日本における近代語は、漢語の側面からみたとき、狭義の意味においても現代の日本語の5割を超える規定性をもっている。近代語は、日本語学・日本語教育の関心からのアプローチのほか、翻訳語の研究、哲学・思想分野等の研究において注目されている。近代語成立の大きな特徴として、翻訳主義をとったことをあげられる。幕末・明治の知識人は翻訳を通じて西洋の学術・文化を日本にもたらした。

## 歴史
日本列島に文字がもたらされた文献の傍証を得られるのは『後漢書』東夷伝における奴国の記載であり、江戸時代に志賀島で発見された金印はこのときに賜われたものとされている。以来、中国・朝鮮半島との交流・交渉の中で漢字が受容され、日本列島で暮らしていた人びとのことばに万葉仮名のように漢字を借りて日本語の音を表わした。
古代以降、渡来系移住民（いわゆる渡来人）や遣隋使・遣唐使、そして書籍を通じて、中国の学術・文化が流入し、儒教や漢訳仏教の受容を通じて、日本列島の人びとは日本語を豊かに鍛えていった。
時代は過ぎ、阿片戦争において大国の清が英国に破れたことで、日本の人びとの危機感は高まった。18世紀の終わりまで江戸幕府は朝鮮通信使や長崎出島を通じてのオランダ・中国との交流に限られ（いわゆる鎖国）、19世紀に入って、国際環境が大きくかわってきた。ペリーの浦賀来航、日米和親条約・日米修好通商条約の調印を経て、薩長等の藩及び幕府側の一部の上層部、テクノクラートは攘夷論から転換し、西洋の学術・知識を求めた。
明治維新となり、岩倉使節団を代表として、多数の留学生が西洋に派遣され、西洋の知識が日本にもたらされた。

## 翻訳論と日本近代の思想
西周は、学術語とくに哲学用語を訳したといわれる。近代語に関わる着眼点に以下のようなものをあげられる。まず、西洋の概念等が翻訳されたときに、何種類かの訳語が存在したこと。次に翻訳にあたっての「等価」の問題である。翻訳語は必ずしも言語の意味を正確には伝えていない。訳語が一度定着すると、「統計」＝statistics等と固定される。しかし、rightは「権利」であるとともに、右側の意味もあり、よい意味に使うものの、日本語の「権利」の「権」の字は悪い意味にも使用する。また、西周の発明した哲学用語は、日常語彙との間に距離があるが、西洋のphilosophyは哲学であると共に、「ものの見方」「考え方」「原理」等の意味にも使用され、日常語と学術用語がつながっているという。つまり、明治期の翻訳には、功罪や虚像があり、そのことが近代語を検討する意味や意義ともいえる。